# Sulpicia
Sulpicia var en romersk poet som levde under Augustus regeringstid (31 f.Kr.-14 e.Kr.). 
Sulpicia var en del av den romerska överklassen under den (begränsade) kvinnliga emancipation som ägde rum under perioden. Sex dikter som man tror kan ha skrivits av Sulpicia finns bevarade genom en utgåva från hennes nära vän poeten Tibullus. Utgåvan är tillägnad mecenaten Messalla, och Sulpica anses vara en yngre släkting till denne. Det är elegiska kärleksdikter till en man som Sulpicia kallar Cerinthus. Dikterna härstammar från den romerska kärlekspoesins storhetstid där författare som Ovidius, Tibullus och Sextus Propertius här till de mest kända. Sulpicias dikter har översatts till svenska av Sture Axelsson och Ivar Harrie  samt av Gunnar Harding och Tore Janson.
En senare poet vid namn Sulpicia levde under kejsar Domitianus tid.